# Rosa May Billinghurst
Rosa May Billinghurst, née le 31 mai 1875 à Lewisham et morte le 29 juillet 1953 à Twickenham, est une suffragette et militante pour les droits des femmes. 

## Biographie

### Jeunesse
Née en 1875 à Lewisham, Londres, Rosa May est le deuxième des neuf enfants de Henry Farncombe Billinghurst et Rosa Ann (Brinsmead) Billinghurst. . Sa mère vient d'une famille qui fabriquait des pianos et son père était banquier. Atteinte de poliomyélite dans son enfance, elle est dans l'incapacité de pouvoir marcher, s'aidant d'orthèses en fer, de béquilles ou d'un tricycle modifié . Elle devient travailleuse sociale dans un hospice du quartier londonien de Greenwich, enseigne dans une école du dimanche et rejoint le mouvement d'aide aux enfants Band of Hope (en).

### Politique et engagement féministe
Membre de la Women's Liberal Association, Billinghurst rejoint en 1907 la Women's Social and Political Union (WSPU), fondée par Emmeline Pankhurst. En 1908, elle accueille chez elle deux militantes françaises, dont Madeleine Pelletier, et participe à une marche vers le Royal Albert Hall organisée par l'organisation suffragiste National Union of Women's Suffrage Societies, militant pour le droit de vote des femmes. Elle prend part à la campagne de la WSPU lors des élections partielles à Haggerston, dans le borough londonien de Hackney. En 1910, elle fonde une branche de la WSPU à Greenwich, dont elle assure la direction.

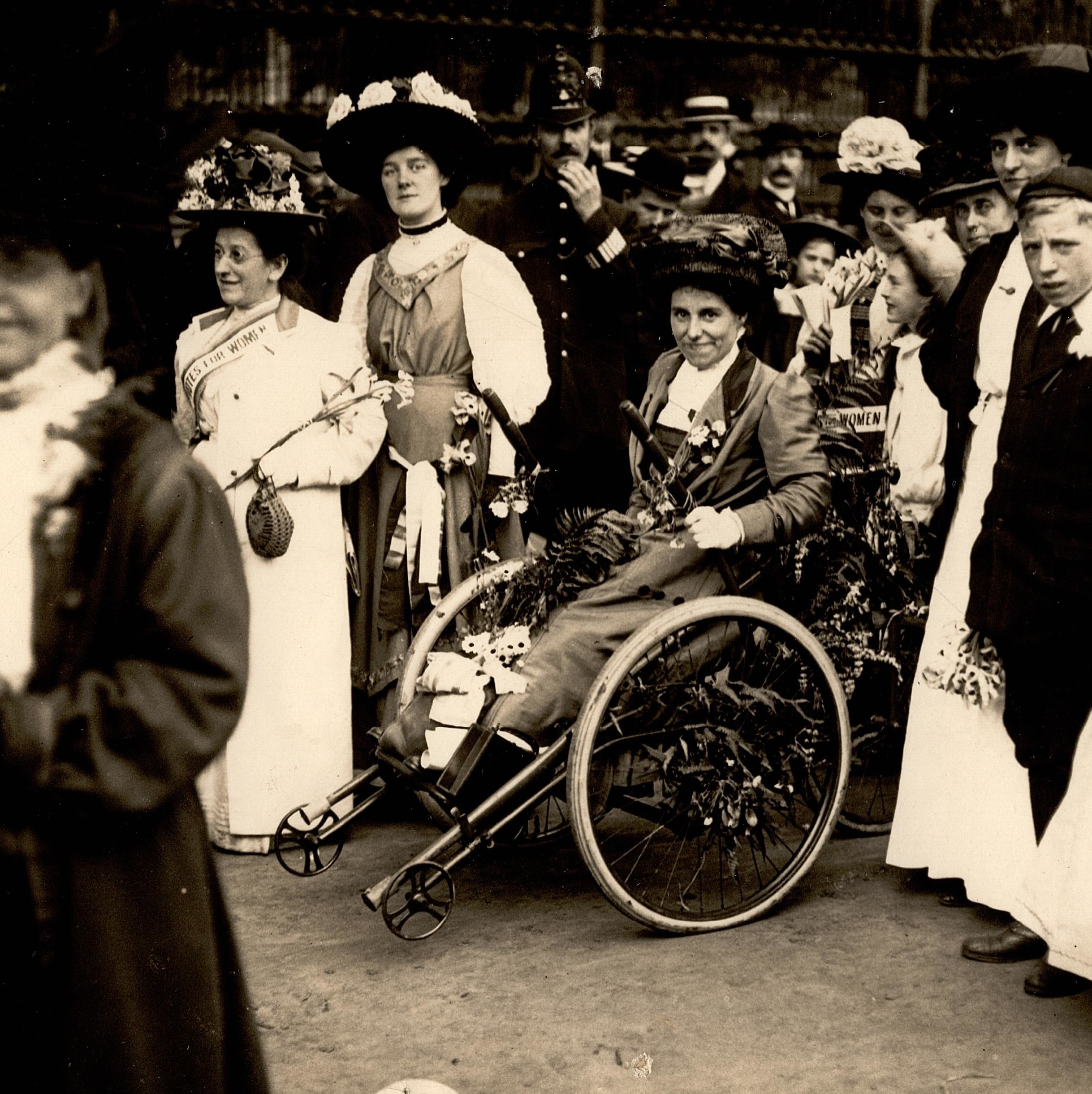
Rosa May Billinghurst en train de manifester.

Elle prend part à de multiples manifestations comme celle du Black Friday de 1910 à laquelle elle peut participer grâce à un tricycle transformé en chaise roulante. La police essaie de l'écarter des manifestations en démontant les roues de son fauteuil ou en dégonflant les pneus mais finit par l'arrêter, devant son obstination à défendre la cause féministe. Elle est soupçonnée d'avoir été parmi les suffragettes ayant refusé le recensement de 1911 sur un appel à boycott de diverses organisations de suffragettes,. Après la manifestation de novembre 1911 à Parliament Square, la militante est emprisonnée durant cinq jours pour entrave au travail des policiers. En mars 1912, elle travaille en partenariat avec Janie Allan à la préparation de la campagne de bris de fenêtres organisée par la WSPU. Lors de cette action, Rosa May avait caché le ravitaillement en pierres sous le plaid qui couvrait ses genoux . Condamnée à un mois de travaux forcés pour avoir brisé une vitre sur Henrietta Street pendant cette campagne, elle séjourne à la prison de Holloway . Soupçonnée d'avoir incendié des boîtes aux lettres (pillar box arson), elle est condamnée à huit mois de prison en 1913 ,.  Pendant son emprisonnement, elle se lie d'amitié avec la plupart des détenues dont Alice Stewart Ker pour qui elle fait passer une lettre à sa fille lorsqu'elle est finalement libérée . Pour atteindre son but, la militante entame une grève de la faim, est nourrie de force, et finalement libérée deux semaines plus tard pour raison de santé sur ordre du secrétaire d'État à l'Intérieur . Cette grève de la faim, son courage et son engagement lui valent la Hunger Strike Medal. 
Après avoir récupéré, Rosa May Billinghurst poursuit ses activités militantes. En 1913, elle se joint au cortège funèbre de la militante Emily Davison. L'année suivante, elle s'enchaîne aux grilles du palais de Buckingham durant une manifestation. May Billinghurst soutient Christabel Pankhurst lors des élections générales britanniques de 1918. Par la suite, elle rejoint la Women's Freedom League, fondée par d'anciennes militantes de la WSPU, et le Suffragette Fellowship, fondé par Edith How-Martyn. Elle cesse de militer pour le droit de vote des femmes après que le Parliament (Qualification of Women) Act 1918 (en) donne le droit de vote aux femmes de plus de 21 ans. 
Elle assiste aux funérailles d'Emmeline Pankhurst et lui rend hommage, en 1930, lors de la cérémonie d'inauguration du Emmeline and Christabel Pankhurst Memorial (en).

### Famille
En 1911, Rosa May vit avec ses parents au 7 Oakhurst Road, Lewisham .
Elle habite dans la maison attenante sur sa propriété "Minikoi", Sunbury, Surrey en compagnie de sa fille adoptive, Beth, qui par la suite, écrit plusieurs livres décrivant les relations avec sa mère. Son frère, Alfred John Billinghurst, est un artiste  avec qui elle partage sa vie après 1914 .

### Décès
Rosa May Billinghurst meurt le 29 juillet 1953 à l'hôpital de Twickenham et lègue son corps à la science.

## Hommages et distinctions
Son nom et portrait, ainsi que ceux de 58 autres personnes ayant soutenu le droit de vote des femmes, figurent sur le socle de la Statue of Millicent Fawcett (en) inaugurée en 2018, à Parliament Square, Londres ,,.